# Кремський замок
Руїни Кремського замку розташовані на схід від муніципалітету Фойтсберг у Штирії в районі Кремс. Історія замку сягає XI–XII століть, коли його побудував архієпископ Зальцбурга. Вперше замок згадується в документі 1248 року. Кремс кілька разів належав аристократичним родинам, які здебільшого доручали управління володінням опікунам або адміністраторам. У XIV столітті Кремс мав нижчу юрисдикцію, а в XVI ст. столітті замок був розширений до ренесансного замку із зоопарком. У XVII столітті граф Карл Саурау придбав замок і об'єднав його з територіями Лігісту. Після перенесення адміністрації в замок Лігіст у 1730 році, він занедбав Кремс і залишив його занепадати. У 1817 році частина замку опустилася по схилу після дощу. Ерцгерцог Йоганн купив Кремський замок в 1857 році.
20 березня 1936 року руїни було взято під охорону як пам'ятник Управлінням культурної спадщини, а комплекс закріпили та зробили доступним для відвідування туристами. Ремонтні роботи в 1960-х роках проводило замкове товариство. Кремський замок з 1988 року належить асоціації Licht im Leben. З 1993 року його реставрує тут засноване замкове товариство. Крім усього іншого, навколо руїн був побудований шлях. Невелика музейна кімната, відкрита в травні 2015 року, показує історію Кремського замку.
Замковий комплекс являє собою руїни замку на вершині пагорба на виступаючому гірському хребті. П'ятиповерхова вежа, побудована на валуні, є яскравою особливістю замку, і її можна побачити здалеку. На півдні комплексу знаходиться житлова вежа з двома прилеглими житловими будинками. Навколо замку проходять круглі стіни, деякі з яких забезпечені бійницями. На північ від головної частини замку вище за течією Ворбурга розташована наймолодша частина, яка має дві невеликі кутові вежі, одна з яких збереглася повністю.

## Назва
Назва Кремс походить не зі слов'янської, як інші топоніми з околиць, але, ймовірно, має давнє походження. За словами краєзнавця Вальтера Кінрайха, назва могла походити від індоєвропейського (s) krem, іллірійського Kremisia або кельтського Chremisa. Усі ці слова означають щось на кшталт гострий, розрізаний, гострий камінь або скеля. Це могло стосуватися хребта, на якому лежить замок і який стримує Кайнах у вузькій долині.

## Розташування
Руїни замку стоять на високому хребті, що виступає в бік Кайнаха на південь від Таллейна. Хребет круто схиляється на схід, південь і захід і був відділений від внутрішніх районів глибоким вирізом з часу розширення Кайнахтальштрассе. Круті схили були частково штучно нахилені, а територія навколо руїни частинами була підготовлена до оборони за допомогою штучних ровів. Однак ці штучні утворення частково знищені нещодавно створеним круговим маршрутом. На півночі ділянка рову відокремлює територію замку від глибинки. Цей рів перекинутий сучасним мостом. 

## Історія

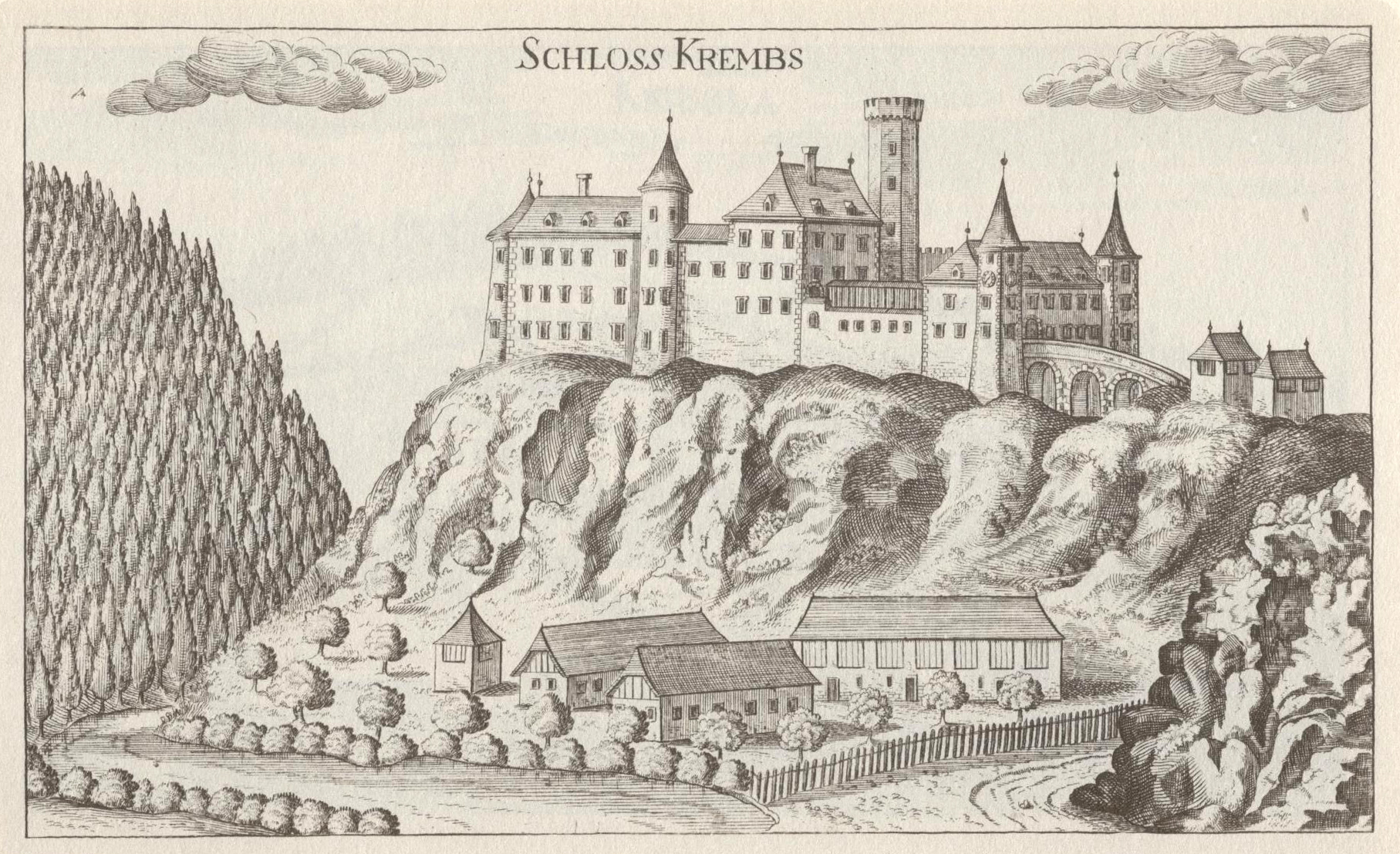
Гравіювання Замок Кремс від VISCHER в Topographia Ducatus Styriae, 1681

Ймовірно, в XI, або в середині XII століття на місці нинішнього замку за наказом архієпископа Зальцбурга була побудована проста оборонна споруда, імовірно дерев'яна. Вперше лицарський рід фон Кремсів згадується близько 1150 року. Ймовірно, на початку XIII ст., деревина була замінена на камінь. Швидше за все, це зробив Отто фон Кремс-Леонроде, якому також належав замок Альт-Леон Рот. Після смерті Отто в 1234 році замок перейшов до Гартніта фон Рабенштейна через його вдову.  Вперше замок згадується під назвою castrum Chremse в 1248 році, оскільки він служив місцем збору знаті, на якому Ульріх фон Вільдон зробив порівняння монастирів Адмонт і Хартнід з тавернами фон Раннштейна. У той час передня частина замку вважалася вотчиною архієпископа Зальцбурга, а задня або південна частина замку була вільною власністю господаря замку. Оскільки Рабенштейни брали участь у повстанні аристократів Штирії, Ландсбергер Бунд, проти герцога Альбрехта, вони втратили все своє майно, і близько 1300 року Кремс перейшов до лордів Вальзе, які призначили бурграфів.
У 1363 році Еберхард В. фон Вальзе продав замок Лейтольду фон Штадеку. Після того, як родина Штадеків вимерла, графи Хауг та Ульріх фон Монфорт увійшли у володіння замком через шлюб близько 1400 року. Вони також доручили охоронцям управляти замком. Оскільки графи-боржники Монфорт були змушені продавати товари, замок і лордство перейшли у володіння барона Зигмунда Фрідріха фон Герберштейна в 1589 році.
У XIV столітті канцелярія Оберграден і громада Гесніца перейшли під владу Кремса, який на той час включав селян-підданих у Гассельберзі, Кляйн-Гайсфельді, Лобмінгу, Муггауберзі і в Таллайні, а також громади Модріаха, Пак і Салла. У той час господар замку здійснював судочинство і судді землі не було дозволено втручатися. Злочинців передали земельному судді у Фойтсберзі.

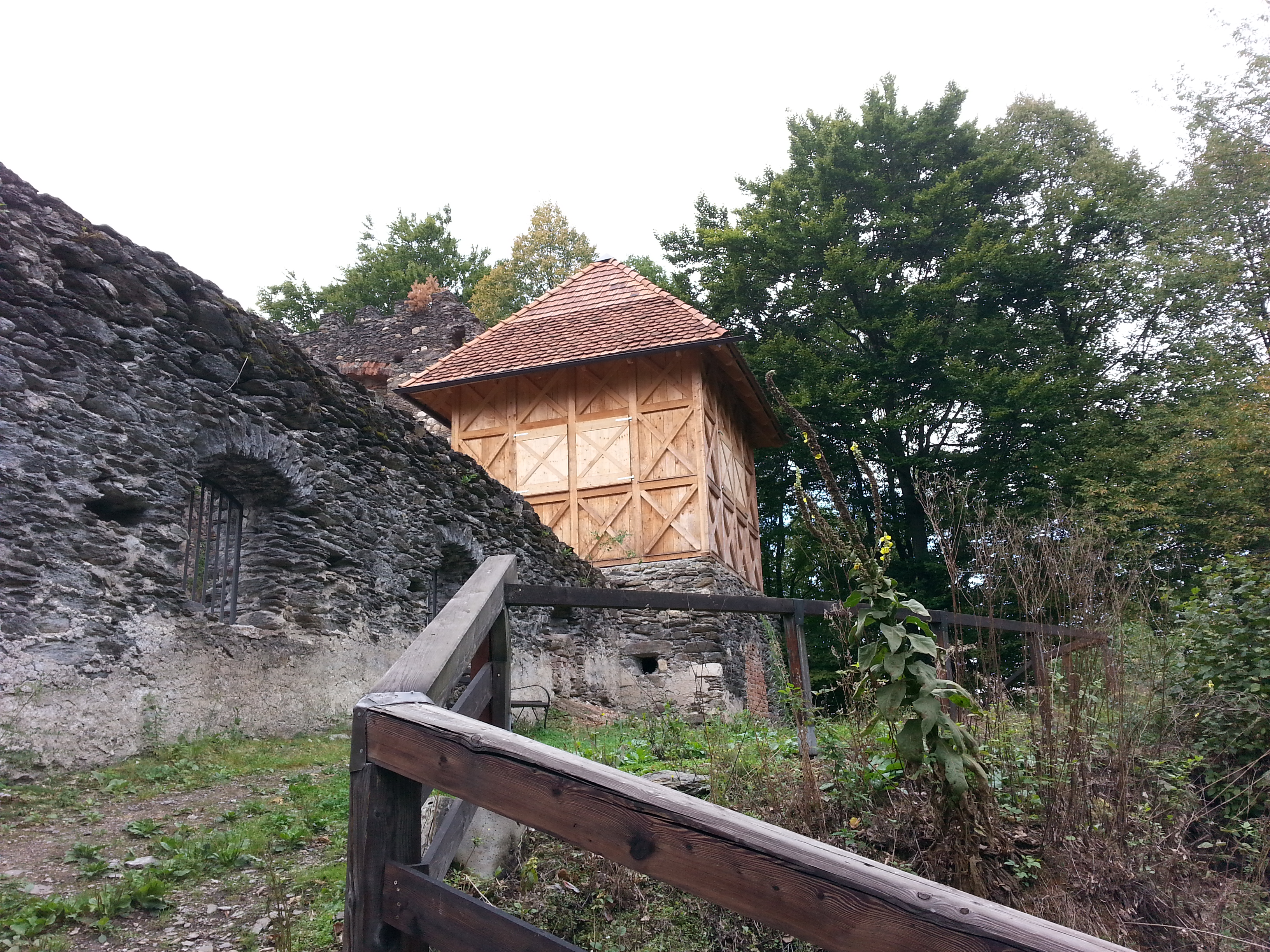
Дерев’яна конструкція, збудована у 2011 році над основою стіни північно-східної вежі зовнішнього замку.Змодельована за гравюрою на міді 17 ст.

За Зигмунда, а згодом і за його сина Отто Генріха фон Герберштайна, замковий комплекс був розширений до ренесансного замку і розкішно обставлений, до 1623 року. Отто влаштував великий зоопарк під замком. Оскільки він був у великих боргах через розширення, йому довелося продати замок і свій маєток Кремс Максиміліану Лейману фон Лібенау в 1629 році. Оскільки Лібенау не міг дозволити собі купівельну ціну, йому довелося продати Кремс барону Саломону фон Мейлеггу в 1634 році. Сім'я Мейленггів провела ремонтні роботи на об'єкті. Оскільки у Мейлегга не вистачало грошей, щоб утримувати замок, граф Карл Заурау, тодішній губернатор Штирії, висунув свої права на нього. Тим самим він зміг отримати права на замок і пов'язати його зі своїм замком Лігіст. Мейлегг повністю очистив багато мебльований замок до поглинання, хоча він був проданий разом із меблями. Він взяв із собою всі цінні предмети обстановки, включаючи позолочені шпалери та весь вміст збройової. Об'єкт, незаконно відібраний у Мейлегга, коштував близько мільйона шилінгів. У листах він вибачався перед Заурау за це і розповідав про свою бідність і утримання своєї сім'ї, що означало, що він не був покараний. У наступні роки замок Кремс був запущений. У 1730 році адміністрація була перенесена до замку Лігіст, і Кремс був населений лише слугами. Об'єкт залишився занепадати. Близько 1790 р. ліси домініону були вирубані, власні землі не оброблялися, а прибуток здавався в оренду. Приблизно в той же час торговці Гамілльшегг і Нейттер хотіли купити і відремонтувати замок, але ціна покупки та витрати на реставрацію були для них занадто високими. У 1817 р. частина замку після дощу просіла на південно-східну сторону.  Ерцгерцог Австрійський Йоганн, який також володів залізним заводом у Кремсі, отримав правління у 1857 році З 1869 р. руїни належали Промисловому товариству Фордернберг-Кефлахер Монтан, з 1877 р. — графині Анні фон Заурау, з 1880 р. — виробнику целюлози Клуземанн, а потім — Steiermärkisch-Salzburgische.AG.Holzwergische.
20 березня 1936 року руїни було взято під охорону як пам’ятку архітектури, після чого розпочалося укріплення та забезпечення доступу до об’єкту. Сім'я корчмарів Тьошер наслідувала Steiermärkisch-Salzburgischen Holzwerke AG як власники. У 1960-х роках було створено Кремське замкове товариство для проведення ремонтних робіт у замковому комплексі. Замок Кремс належить асоціації Licht im Leben з 1988 року.  Відновлене Кремське замкове товариство опікується обслуговуванням закладу з 1993 року. Взимку 1998/99 р. вздовж зовнішньої стіни було прокладено доріжку, а між 1999/2000 рр. замок був відремонтований і знову доступний. У 2011 р. молодіжною організацією «Фойтсберг» забудована дерев’яною конструкцією стіна північно-східної кутової вежі зовнішнього двору. Історію замкового комплексу можна побачити в невеликій музейній кімнаті, відкритій у травні 2015 року. 

## Опис

План поверху Кремського замку з Австрійських замків Отто Пайпера, 1908 рік

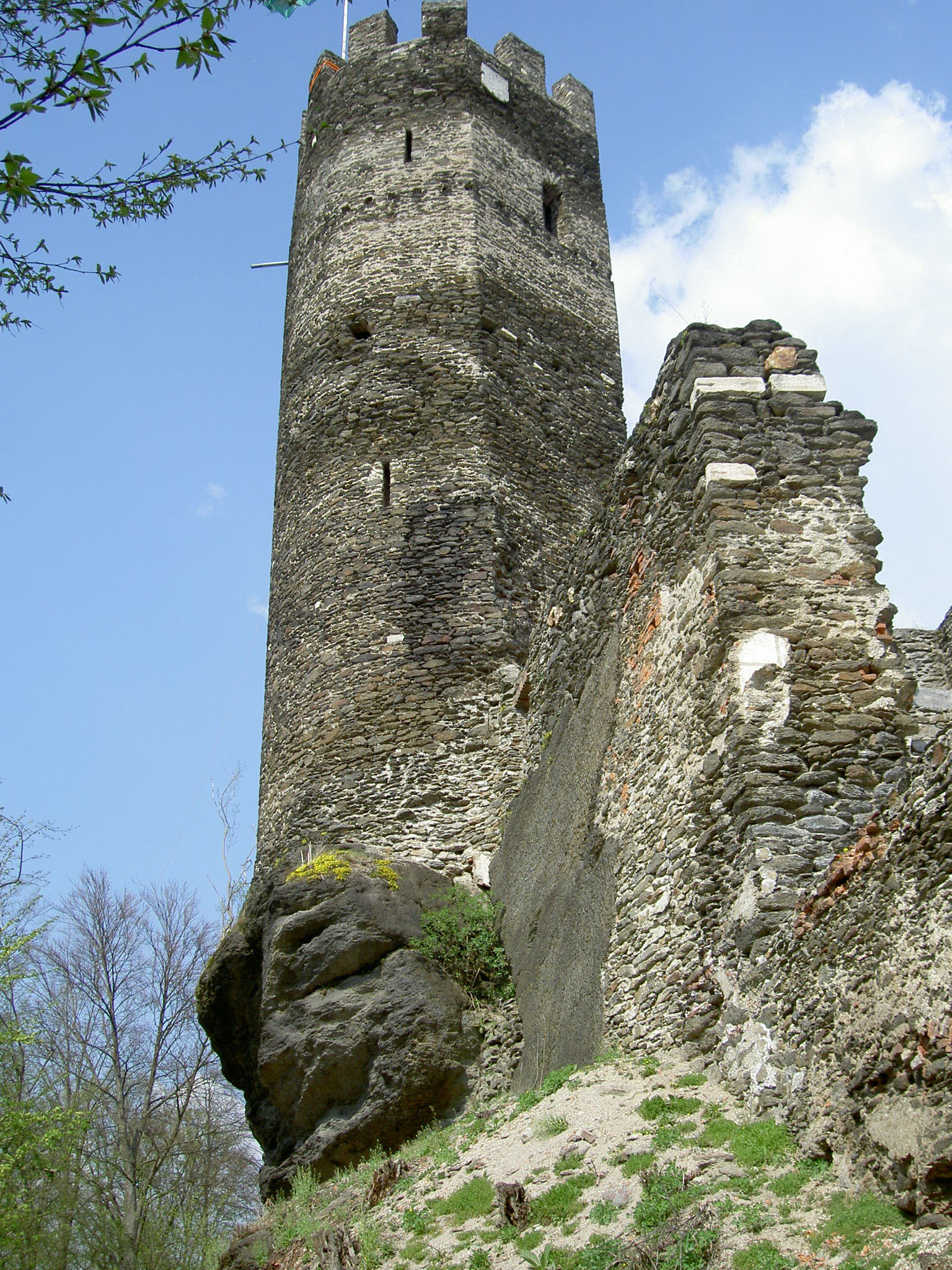
Башта стоїть на ізольованому валуні

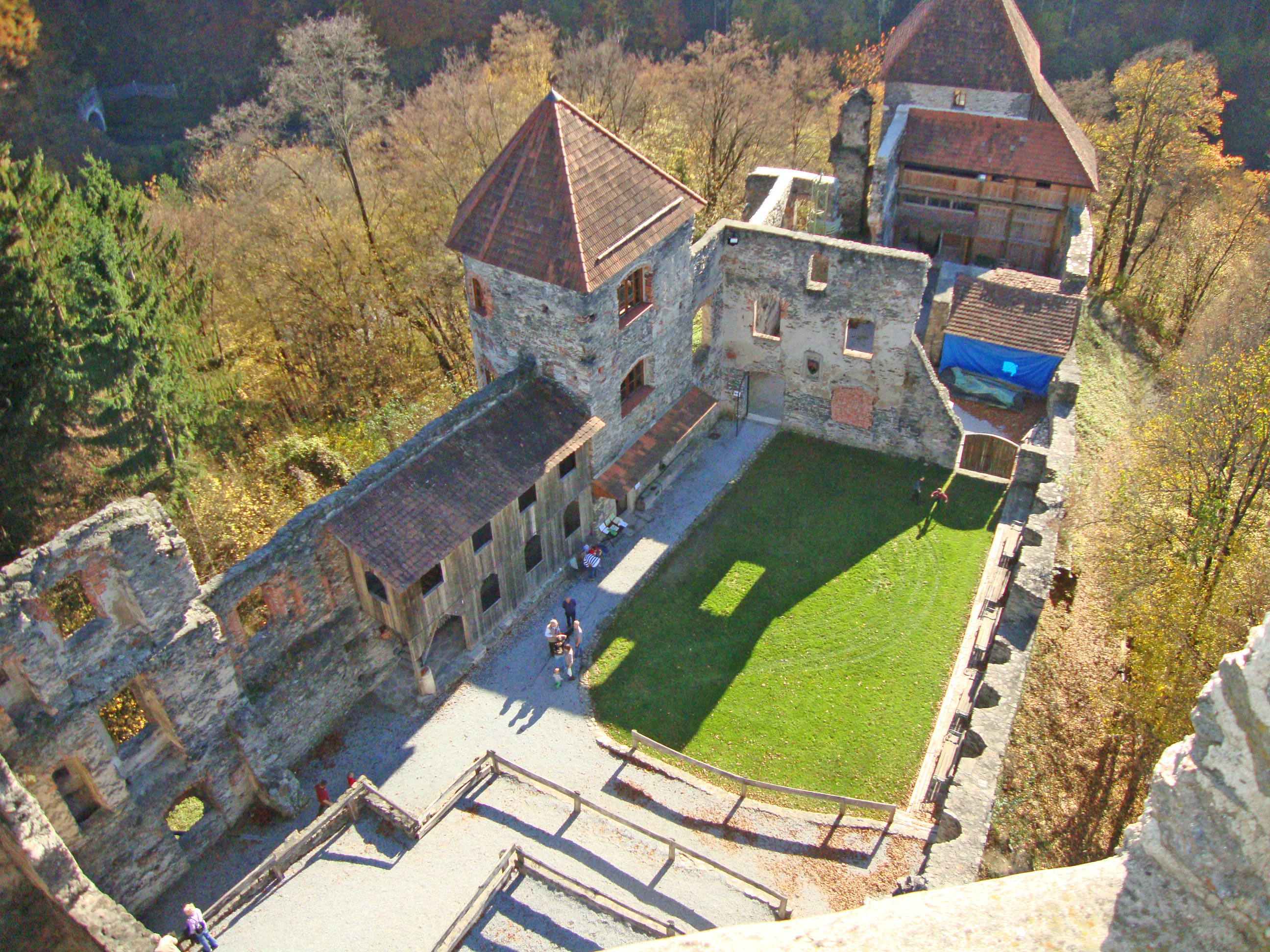
Вид із замку на південну частину комплексу

Найстаріша збережена частина замку на вершині пагорба розташована в західній частині комплексу, безпосередньо біля п'ятиповерхової вежі на пагорбі прямо на крутому схилі. Могутня фортеця, побудована на ізольованому валуні, має  кладку з бутового каменю, яка закладена у 13 столітті. Західна сторона вежі має напівкруглий, а східна — неправильний багатокутний план. Початковий доступ був через перший поверх на висоті близько восьми метрів. На ньому частково зламане романське драпірування з тесаного каменю. Нещодавно зробили двері на першому поверсі. Спочатку на перший поверх можна було потрапити лише через отвір у склепінні. Як на першому, так і на другому поверсі є склепінчаста стеля. З першого поверху на другий ведуть сходи у товщі стіни. На п'ятках стін видно, що на другому та третьому поверхах раніше була стеля з балками. Усі поверхи освітлені прорізами вікон. На третьому поверсі, ймовірно, був балкон. На це вказує дверний проріз, що виходить на південь. Замок був відремонтований, можна піднятися на платформу. Верхня платформа оточена зубцями і також утворює четвертий поверх. На стіні замку є напис з 1623 роком, що свідчить про розширення родини Герберштейн. Більшість залишків стін на північ і південь від замку мають таку ж кладку, як і вона.
Комплекс оточений круглим муром XIV–XV ст. Стіна в південно-західній частині має дві бійниці, в яких збереглися дві заглиблені воронки з однієї заготовки. Імовірно, це римські сполії, точне походження яких невідоме. Вони могли походити від похоронних пам'ятників, встановлених вздовж сусідньої римської дороги. У той час як стіна з боку внутрішнього двору на заході замку в основному похована, вона піднімається зовні на висоту трьох метрів над землею. Лише найменша кількість каменів на східній стіні датується XIV–XV століттями. Верхня частина з пізнішої фази XVI ст., впізнаваної за іншою структурою кладки. Тоді в стіну була вбудована напівкругла флангова вежа. На північ від цієї вежі, у внутрішньому дворі, стояли дві бійниці, одна на одній, з бійницями для мушкетів. Збереглися лише п'ять зубців стіни.
На півдні замковий комплекс підтримує квадратна вежа з бутовою кладкою XIV ст. У XVI чи XVII столітті були вбудовані арочні ніші з великими вікнами. Її використовували як житлову вежу. До того ж часу, ймовірно, датується ніша гвинтових сходів, що збереглася на північній зовнішній стіні.  З півночі до квадратної вежі примикають два житлові будинки. Північно-західний п'ятиповерховий будинок служив палацом, датований XIV–XV ст. Друга будівля датується XVI–XVII століттями і ймовірно мала аркади.
У XVI столітті між східною частиною та старою будівлею на схід від замку було збудовано з'єднувальне крило з кам'яною кладкою з вкрапленнями цегли. Через це крило веде брама з північного н пагорбом із замком. Раніше над флігелем з надбрамною залою було, ймовірно, два поверхи житлових приміщень. Поверхи мали прямокутні вікна в плоских аркових нішах, які можна побачити й досі. 
На півночі в комплексі домінує кінець XVI століття. Добудовано зовнішню фортецю, яка була збудована у попередньому столітті. Це наймолодша частина системи. По кутах зовнішньої стіни були дві невеликі квадратні вежі, північно-східна з яких збереглася повністю. Ця вежа має бійниці з цегли. Північно-східна вежа збереглася як основна і була перебудована дерев'яною конструкцією в 2011 році, що є на зображеннях XVII ст. У зовнішньому дворі був невеликий сад і велика стайня. На півночі зовнішньої стіни створено рів, який був перекинутий суцільним мостом пізніше. Від цього мосту збереглися лише стовпи. У XVI столітті між східною частиною та старою будівлею на схід від замку було збудовано з’єднувальне крило з кам’яною кладкою з вкрапленнями цегли. Через це крило веде брама з північного нового двору до південного, старішого внутрішнього двору. Внутрішнє подвір’я обмежується на сході та заході стіною, з півдня – двома житловими будинками, а з півночі – пагорбом із замком. Раніше над флігелем з надбрамною залою було, ймовірно, два поверхи житлових приміщень.  Поверхи мали прямокутні вікна в плоских аркових нішах, які можна побачити й досі.  Водопостачання вперше надавалося з цистерни, а потім з допомогою свердловини. Воду в замок подавали дерев'яними трубами з Талляйна.

## Герб

Герб колишнього муніципалітету Лобмінг, на якому зображено стилізований Кремський замок.

Замок Кремс знаходиться з 1 серпня 1964 р. на муніципальному гербі Лобмінга, який був незалежним до 1968 року. Опис герба звучить так: На блакитному щиті з залитою водяною основою щита в сріблі на горі замок із стрункою вежею посередині.

## Легенда
За легендою, у Кремському замку жили барони- розбійники. Біла жінка в довгих чорних рукавичках з'явилася господареві замку в їхню шлюбну ніч. Він витлумачив це як погану прикмету, що виявилося правильним через кілька днів, коли померла його молода наречена. 